# Pachypolia atricornis
Pachypolia atricornis là một loài bướm đêm trong họ Noctuidae.